# 范俭
范俭（1977年—），中国纪录片导演。拍摄题材多关注社会议题和人的内心，企图从纪录片中探讨复杂的人性和细腻的情感。2007年起成为独立的纪录片制作者，作品包括《活着》、《的哥》、《寻爱》、《吾土》、《摇摇晃晃的人间》等。他拍摄的纪录片曾多次入选国内外重要影展，包括广州国际纪录片节、上海国际电影节、阿姆斯特丹国际纪录片电影节（IDFA）等。2010年，《活着》与日本放送协会（NHK）以及半岛电视台（Al Jazeera）合作，获得了广州国际纪录片节评审团特别奖。2016年《摇摇晃晃的人间》获得阿姆斯特丹长片竞赛单元的评委会大奖。

## 生平
1977年出生于宁夏，定居于重庆。1999年从武汉大学新闻系毕业。起先在山东卫视一台法制节目做拍摄，几年后加入了央视的《今日说法》。 2006年从北京电影学院导演系的纪录片專業毕业，2007年成为独立的纪录片制作者。范俭曾在央视工作多年，有着纪录片电视拍摄的经验。但从2007年开始独立制作之后，表现手法和题材都发生了明显的变化。2008年的《的哥》和2010年的《活着》正是范俭创作风格转变的见证，他将关注的重点从社会议题转向了普通人的生活。最初，范俭认为纪录片的主要作用是对社会议题发表意见以及寻求解决方式，但是随着拍摄经验的累积，他对于纪录片有了更深层的认识。他认为「纪录片也是电影，应该用电影的方式来呈现，而不是电视新闻的方式。电影更要关注人的内在，关心复杂的人性、细腻的情感和个体命运的变化。这些都是与人有关，超越国家、超越社会议题的。」此后，范俭的纪录片一直聚焦于普通人本身。比如《吾土》关照的是一个失地农民是如何与这个社会抗争和经营生活的。在他妻子的帮助下，范俭在纪录片的创作中也慢慢融入了女性视角。2014年，范俭与「脑瘫女诗人」余秀华相识，先后拍摄了《一个女诗人的意外走红》和《摇摇晃晃的人间》。《摇摇晃晃的人间》凭借对庸常生活诗意的捕捉获得了阿姆斯特丹国际纪录片电影节的评委会特别奖。

## 作品年表
- 2003年—《反思非典》
- 2004年—《竞选》
- 2006年—《在城市里跳跃》
- 2008年—《的哥》
- 2009年—《道者》
- 2010年—《活着》
- 2010年—《我的理想》
- 2010年—《断裂带》
- 2012年—《在城市里奔跑》
- 2015年—《寻爱》（与柴红芳共同制作）
- 2015年—《一个女诗人的意外走红》
- 2015年—《吾土》
- 2016年—《摇摇晃晃的人间》

## 荣誉
| 年份   | 颁奖典礼                           | 奖项             | 影片           | 结果 |
| ------ | ---------------------------------- | ---------------- | -------------- | ---- |
| 2008年 | 中国独立影像展                     | 十佳纪录片       | 的哥           | 入选 |
| 2010年 | 南方多媒体短片节                   | 纪录短篇单元     | 我的理想       | 银奖 |
| 2011年 | 广州国际纪录片节                   | 评审团特别奖     | 活着           | 获奖 |
| 2016年 | 阿姆斯特丹国际纪录片电影节         | 评委会特别奖     | 摇摇晃晃的人间 | 获奖 |
| 2016年 | 第六届“光影纪年——中国纪录片学院奖” | 最佳摄影奖       | 摇摇晃晃的人间 | 获奖 |
| 2017年 | 第20届上海国际电影节               | 金爵奖最佳纪录片 | 摇摇晃晃的人间 | 提名 |

## 主要作品介绍
《反思非典》
2003年，在法国里昂展映。该片通过影像来记录中国所经历的这场重大灾难并对此进行一定程度上的反思。 
《竞选》
讲述了北京大学的学生自荐基层人大代表的故事。
《在城市里跳跃》
纪录片的主角是四个带着理想从家乡到北京来工作的年轻人。他们努力摆脱家乡的痕迹、社会的束缚，但是在融入城市生活的过程中还是面临着许多困境。作为电影的四个主要角色之一的陈军，也是范俭在另一纪录片《活着》中的主角。该片入选过阿姆斯特丹国际纪录片电影节、英国牛津纪录片电影节等。
《的哥》
《的哥》是按照意大利作曲家維瓦尔蒂的四季，即春夏秋冬四个阶段展开的。在这一年的时间内，北京的出租车司机史辰接待了形形色色的客人。在狭小、密闭的出租车内，上演了许多有趣生动的对话。范俭将摄像机放置于出租车的后搁物板上，使乘客在没有察觉的情况下，背对着镜头而又不出画，以记录下人最自然和本真的状态。但是这部纪录片不仅仅是一些话语碎片的堆积，作者通过剪辑创造出了话语之外的意义。
与范俭以往的纪录片相比，《的哥》在题材和表现手法上都有所转变。该片入选了中国独立影像展十佳纪录片，并参加香港亚洲电影节、英国牛津纪录片电影节等。
《活着》
《活着》所讨论的是汶川地震后再生育的问题。叶红梅和祝俊生的女儿在汶川地震中丧生，于是两人踏上了艰辛的求子过程。祝俊生希望妻子可以再生一个女儿，这样逝去的孩子就能回来了。叶红梅承担着巨大的生理和心理上的痛苦，但仍旧坚强面对，甚至会安慰自己的丈夫。这部电影展示了普通人生活的希望和绝望。
《活着》是与日本NHK等国际电视机构共同制作的，入围了2011年阿姆斯特丹国际纪录片电影节竞赛单元，并获得2011广州国际纪录片节评审团特别奖。
《吾土》
陈军是《在城市里跳跃》和《吾土》这两部纪录片的主人公，他年轻的时候来到北京，在这里承包了一块菜地，并建立了自己的家庭。但是由于北京城扩张的计划，他的菜地被村委会卖掉，家园也即将被拆迁。陈军觉得赔偿太低，且出于对这片土地的眷恋，他拒绝在协议上签字。面对村委会断水断电和种种的暴力威胁，陈军开始了漫长的艰苦斗争，他拍DV，发微博，学习法律，要求国土局公开征地咨询，利用网络和法律的力量为自己争取权益。除了陈军外，他的妻子也是影片大量着墨的对象，即使在狼藉的生活中，观众仍然可以看到这家人对生活用心的经营。女性视角的引入是这部纪录片的可贵之处。另外，有关强拆的故事并不少见，但《活着》却深入思考了农民在城市中应该如何安身立命这一命题，并向观众展示了一个可贵的案例——农民对自我权力意识的觉醒。
《摇摇晃晃的人间》
余秀华的身上有非常多的标签，“脑瘫诗人”、“农妇诗人”，因而无可避免地引来媒体的瞩目。但是在《摇摇晃晃的人间》中，范俭更多的是将她作为一个普通的女性去理解她。《摇摇晃晃的人间》以余秀华和丈夫离婚为主要叙事线索，集中展示了主人公的诗歌世界与日常生活的巨大反差。但是，导演努力地从平庸的日常生活中捕捉诗意，除了美丽的自然风光外，他还安排余秀华朗读自己的诗歌。范俭的妻子帮助他从女性视角来刻画余秀华这个人物，余秀华对离婚的坚定实则是出于她对掌握自己命运的强烈的渴望。此外，她对爱情和美虽然失望但仍然抱着无限的期待。正如作者本人而言，这是一个关于女人的影片。
该片获得了第29届阿姆斯特丹国际纪录片电影节纪录长片评委会大奖，以及上海国际电影节金爵奖的银奖。

## 注解
1. 1 2  浮琪琪；于卓. . 中国青年: 38–40.
2. ↑  . 金羊网-新快报. 2010-09-11  [2018-03-12].
3. ↑  . 信息时报. 2011-12-12  [2018-03-11].[永久]
4. ↑  虞鹰. . 华夏经纬网. 2016-12-26  [2018-03-11].[]
5. ↑  . 新浪娱乐. 2017-06-08  [2018-03-12]. （原始内容存档于2017-06-08）.
6. ↑  陈婧. . 中国青年报. 2017-03-08, (009).